# هاري بينيت أندرسون
هاري بينيت أندرسون (بالإنجليزية: Harry Bennett Anderson)‏ (و. 1879 – 1935 م) هو محامي، وقاضي من الولايات المتحدة الأمريكية.